# Leni Lohmar
Leni Lohmar   (Bonn, 19 d'octubre de 1914 - Witten, 31 de desembre de 2006), de casada Leni Henze, va ser una nedadora alemanya que va competir durant la dècada de 1930.
El 1936 va prendre part en els Jocs Olímpics de Berlín, on disputà dues proves del programa de natació. Guanyà la medalla de plata en la competició dels 4×100 metres lliures formant equip amb Ruth Halbsguth, Ingeborg Schmitz i Gisela Arendt, mentre en els 100 metres lliures quedà eliminada en sèries.